# ラファエル・ヴィッティ
ラファエル・アレンカル・ヴィッティ (ポルトガル語: Rafael Alencar Vitti、1995年11月2日 - ) はブラジルの俳優。

## フィルモグラフィー
- ラバ愛 (2005)
- 私たち (2012)
- ワークアウトの夢 (2014–2015)
- 完全に無知 (2016)
- 老人 (2016)[2]
- VIPトリック (2016)
- ロックストーリー (2016)
- 夏 90 (2019)[3]
- アズ ファイブ (2021–2023)
- 幻想を超えて (2022)[4]